# 哈达碑镇
哈达碑镇，是中华人民共和国辽宁省鞍山市岫岩满族自治县下辖的一个乡镇级行政单位。

## 行政区划
哈达碑镇下辖以下地区：
谢家堡村、马家店村、头道沟村、希林村、双块石村、大魏屯村、瓦沟村、玉石矿村、沟汤村、桑皮峪村、李大堡村、哈达碑村和大徐家堡村。